# پیتر آکروید
پیتر آکروید (به انگلیسی: Peter Ackroyd) (زادهٔ ۵ اکتبر ۱۹۴۹) استاد عهد عتیق پژوه دانشگاه لندن،رمان‌نویس، منتقد، زندگی‌نامه‌نویس و پژوهشگر بریتانیایی است که رمان‌های نوآورانه‌اش دیدی خلاف عرف از تاریخ را عرضه می‌کنند.

## زندگی
آکروید در سال ۱۹۴۹ در محله وست در لندن به دنیا آمد؛ او در سال ۱۹۷۱ با مدرک کارشناسی ارشد هنر از دانشگاه کمبریج فارغ‌التحصیل شد. پس از آن دو سال را در دانشگاه ییل گذراند. در سال ۱۹۷۳ به انگلستان بازگشت و به عنوان ویرایشگر مجلهٔ اسپکتیتور مشغول به کار گردید. در ۱۹۸۶ منتقد اصلی کتاب مجله تایمز در لندن شد.
او پیش از آنکه به نوشتن داستان روی آورد چند کتاب نوشت که از میان آن‌ها می‌توان به دو جلد شعر هیچ‌انگاری، کتابی دربارهٔ بررسی دگرجنس‌پوشی و یک زندگی‌نامه «ازرا پاوند و دنیایش» (۱۹۸۰)، اشاره کرد. نخستین رمان او «آتش بزرگ لندن» (۱۹۸۲) بود. پس از آن «آخرین وصیت اسکار وایلد» (۱۹۸۳) را نوشت. رمان «هاوکسمور» (۱۹۸۵) دو جایزه از جمله جایزه وایت‌برد را دریافت کرد. «چاترتن» (۱۹۸۷)، «نخستین نور» (۱۹۸۹)، «موسیقی انگلیسی» (۱۹۹۲)، «خانه دکتر دی» (۱۹۹۳)، «محاکمهٔ الیزابت کری: رمانی از قاتلان لایم‌هاوس» (۱۹۹۵) از آثار دیگر او هستند. آکروید بعدها زندگی‌نامه‌هایی منتشر کرد که از میان آن‌ها می‌توان به «تی. اس. الیوت: یک زندگی» (۱۹۸۴)، «دیکنز» (۱۹۹۰)، بلیک (۱۹۹۵) و «زندگی تامس مور» (۱۹۹۸) اشاره کرد.
آکروید در کتاب «یادداشت‌هایی برای فرهنگ جدید: انشایی بر نوگرایی» (۱۹۷۶) به ادبیات انگلیسی معاصر و استقرار ادبی حمله برد و ادبیات داستانی واقع‌گرای معمولی را رد کرده و آن را بی‌فایده نامید. رمان‌های او با یکپارچه‌سازی موقعیت‌های تاریخی و امروزی به منظور مختل کردن قراردادهای رمان تاریخی، بازتاب‌دهندهٔ همین موضع هستند.

### زندگی خصوصی
آکروید در ۹ سالگی متوجه شد که همجنس‌گراست. او برای مدتی طولانی با برایان کاهن رابطه داشت. آندو در دانشگاه ییل یکدیگر را ملاقات کردند و تا زمان مرگ برایان از بیماری ایدز با یکدیگر زندگی می‌کردند.